# Youth Novels
Albums de Lykke Li
Wounded Rhymes
Singles
1. Little Bit
Sortie : 24 septembre 2007
2. I'm Good, I'm Gone
Sortie : 14 janvier 2008
3. Breaking It Up
Sortie : 5 mai 2008
4. Tonight
Sortie : 18 août 2008

Youth Novels est le premier album de la chanteuse suédoise Lykke Li, sorti le 30 janvier 2008 en Suède et le 29 septembre 2008 en France.

## Liste des morceaux
| No  | Titre                   | Auteur                       | Durée |
| --- | ----------------------- | ---------------------------- | ----- |
| 1.  | Melodies & Desires      | Lykke Li, Nils-Erik Sandberg | 3:52  |
| 2.  | Dance, Dance, Dance     | Lykke Li                     | 3:41  |
| 3.  | I'm Good, I'm Gone      | Lykke Li, Yttling            | 3:09  |
| 4.  | Let It Fall             | Lykke Li                     | 2:42  |
| 5.  | My Love                 | Lykke Li                     | 4:36  |
| 6.  | Tonight                 | Lykke Li, Yttling            | 4:12  |
| 7.  | Little Bit              | Lykke Li                     | 4:33  |
| 8.  | Hanging High            | Lykke Li                     | 4:07  |
| 9.  | This Trumpet in My Head | Lykke Li, Sandberg           | 2:36  |
| 10. | Complaint Department    | Yttling                      | 4:32  |
| 11. | Breaking It Up          | Lykke Li                     | 3:41  |
| 12. | Everybody but Me        | Yttling, Lykke Li            | 3:18  |
| 13. | Time Flies              | Lykke Li                     | 3:21  |
| 14. | Window Blues            | Lykke Li, Nils-Erik Sandberg | 3:59  |